# Liparis sachalinensis
Liparis sachalinensis är en orkidéart som beskrevs av Takenoshin Nakai. Liparis sachalinensis ingår i släktet gulyxnen, och familjen orkidéer. Inga underarter finns listade i Catalogue of Life.